# Jean-François Raguet
Pour les articles homonymes, voir Raguet.
Jean-François Raguet, né le 26 mars 1944 à Paris 4e et mort le 26 juillet 2022 à Andilly (Val-d'Oise), est un ancien militant d'extrême-gauche de la fin des années 1960 puis éternel étudiant à la Sorbonne, auteur d'une œuvre unique, en forme de dictionnaire, De la pourriture, pamphlet contre l'Université en général et l'institution philosophique en particulier.

## L’étudiant du Prytanée militaire
Élève le plus puni du Prytanée national militaire, il était surnommé « le Bolchevique » par ses condisciples.

## Le militant
Lors des événements de Mai 68, il fut membre du service d’ordre de l’UNEF. Il affirme avoir été l’un des sept premiers émeutiers arrêtés le 3 mai 1968 et emprisonnés le 4. Trouvé en possession d'une matraque, il fut condamné à 3 mois de prison avec sursis et 300 francs d’amende.
Il milita par la suite à l’extrême-gauche chez les trotskistes lambertistes de l’OCI (section service d’ordre) mais aussi dans d'autres formations de la nébuleuse trotskiste.

## Le trublion de la Sorbonne
S'éloignant des Lambertistes, Raguet devint alors étudiant à vie, d'abord en médecine, puis prit l'habitude de passer chaque année les écrits de l'agrégation et du CAPES de philosophie. Il entra en conflit dans les années 1990 avec les professeurs de philosophie de la Sorbonne qui, excédés par son impertinence, finirent en 1998 par obtenir son exclusion pour une durée d’un an,. La même année, il connut son moment de gloire à l'Université critique de Jussieu où il se signala par ses diatribes,.
Réintégré un an plus tard, il put mener à bien sa thèse de doctorat, sous la direction de Mme Hélène Politis,.
Complice de Raguet en mai 1998 pour manifester contre la Société française de philosophie, le collectif Tiqqun salue en lui « aussi bien la base que le Politburo de l'Internationale des Fouteurs de Merde ».

## Le pamphlétaire
Ressentant à l’égard des professeurs de philosophie le même écœurement que le curé Meslier pour les hommes d’Église, Jean-François Raguet a décidé de démasquer ces « laquais du pouvoir » dans son œuvre unique, en forme de dictionnaire, De la pourriture, où il décortique deux éditions du Dictionnaire des philosophes publiées aux Presses universitaires de France en 1984 et 1993. Il fustige les auteurs s’auto-célébrant dans leur propre notice, ou s’appropriant le travail d’autrui, ou encore donnant dans la flagornerie. « Il dénonce [...] d’une édition à l’autre,  « tripatouillages » et coupures qui vont tous, selon lui, dans le même sens du conformisme, celui de la partialité politique et de l’esprit sulpicien. ». 
Raguet épingle des noms aussi célèbres que Paul Ricœur, Bourdieu, Badiou, Desanti, Lacoue-Labarthe, Jean-Luc Nancy, le kantien Alexis Philonenko, l’hégélien Bernard Bourgeois, et André Comte-Sponville. Mais quelques auteurs, comme Misrahi et Jankélévitch, se voient salués pour leur compétence et leur honnêteté intellectuelle. 
La prose de Raguet oscille entre quolibets et injures : André Comte-Sponville se voit affublé du surnom de « Dédé-la-branlette » (p. 69), Luc Ferry accusé de n’être qu’une « starlette du cirque médiatique le plus convenu et le plus plat » (p. 89). Paul Ricœur (« Pauvre type ! »), aurait eu le tort d’expurger un texte de Husserl d’un passage aux relents racistes. Alexis Philonenko est portraituré en ganache d’état-major, qui, grâce à la guerre psychologique, se fait fort de reconquérir à lui tout seul l’Algérie (p. 199). À Badiou qui se voudrait l'égal de Deleuze parce que celui-ci a composé une note sur lui, Raguet rétorque, p. 49 de son livre, que « Pasteur s'est penché toute sa vie sur des moisissures et des bactéries sans que cela les ait fait grandir d'un micron ». Et à son tour Raguet compose une note, où nous lisons que « c'est sans doute en usant d'une sorte de microscope philosophique que Deleuze et Guattari ont enfin pu percevoir l'existence de Badiou » (p. 50). Mais enfin, p. 49, Raguet lui reconnaît le mérite de ne pas « s'embarrasser de fausse modestie ».
Son style pour le moins discutable, voire violent, ainsi que son goût des calembours faciles (« cancre las »), expliquent peut-être autant le succès relatif de son livre que le fait qu’il n’ait guère été pris au sérieux.

### Accueil critique
En 2000, le livre de Jean-François Raguet est évoqué en ces termes par l'essayiste et polémiste Jean-Marc Mandosio dans un essai sur « l’utopie néotechnologique » : « il faut que l'auteur soit une sorte de fou littéraire (...) pour dénoncer en termes crus la « pourriture » des milieux universitaires ».
L’écrivain et critique littéraire Roland Jaccard évoque dans son journal la publication du pamphlet et compare Jean-François Raguet à Diogène. Dans un compte rendu paru dans le Monde des livres, il prédit que « De la pourriture se lira un jour comme une histoire secrète de la philosophie au XXe siècle. Avec la même délectation qu’on prend à redécouvrir le curé Meslier », tout en estimant que « pour l’instant, il est à craindre que ce brûlot ne soit traité par le mépris qui accompagne les vraies provocations, alors que les fausses, élégamment mondaines et parfaitement inoffensives, sont couvertes d’éloges ».
L’ouvrage a fait l'objet d'un article dans le Canard enchaîné du 23 octobre 2002 et d’un billet du Monde du 18 octobre 2002. La rédaction de la revue Lire signale le premier juin 2000 la parution du livre par une note anonyme. On y lit : « Raguet ne fait pas dans la dentelle. Mais malgré ses partis pris et ses faiblesses, ce pamphlet parfois sommaire et outrancier ne manque au fond ni de talent ni de souffle ».

## Œuvres
- De la Pourriture : comparaison de deux éditions, 1984 et 1993, du Dictionnaire des Philosophes où l’on expose l’accumulation invraisemblable de fraudes et de censures d’une édition à l'autre / Jean-François Raguet. Montreuil : L’Insomniaque, 2000, 262 p.  (ISBN 2-908744-46-5)[20].
- Philosophie et désinformation. Fraude et censure dans la pensée contemporaine, thèse soutenue à Paris I en 2006 sous la direction d’Hélène Politis, 950 p[21],[22].